# Wilhelm Schindelhauer
Wilhelm Schindelhauer (* 21. November 1887 in Hannover; † 31. Dezember 1959 in Bremen) war ein deutscher Kaufmann (Borgward) und Politiker (SPD).

## Biografie

### Familie, Ausbildung und Beruf
Schindelhauer war der Sohn eines Tischlermeisters. Er besuchte ab dem Jahr 1894 die Volksschule sowie von 1902 bis 1904 die Höhere Handelsschule in Hannover und absolvierte zwischendurch eine kaufmännische Lehre. Er arbeitete danach als Handlungsgehilfe. Von 1914 bis 1917 diente er als Soldat.
In den Jahren 1917 bis 1932 war er kaufmännischer Angestellter bei den Hansa-Lloyd-Werken in Bremen-Hastedt. Seit 1929 war er hier Arbeitnehmervertreter. Ende der 1920er Jahre baute Schindelhauer die Verkaufsorganisation auf. Nach der Übernahme von Hansa-Lloyd durch Carl F.W. Borgward und Wilhelm Tecklenborg war er in den Jahren 1932 bis 1957 bei den Borgward-Werken beschäftigt, seit 1938 als kaufmännischer Direktor.
Als Carl Borgward wegen seiner Mitgliedschaft in der NSDAP nach 1945 die Werke zunächst nicht führen durfte, leitete Schindelhauer, da er ehemaliger SPD-Politiker war, die Werke als Custodian (Verwalter). In den Jahren 1945 bis 1948 bauten er und die Mitarbeiter zunächst aus noch vorhandenen Teilen im Borgwardwerk Sebaldsbrück einen Teil der Autofabrik wieder auf. Im Jahr 1948, nach Borgwards Rückkehr in seine Betriebe, leitete Schindelhauer erfolgreich den Gesamt-Verkauf Pkw und Lkw. Als er 1957 mit 70 Jahren ausschied, wurde Karl Monz sein Nachfolger im Betrieb.

### Politik
Schindelhauer wurde 1918 Mitglied der SPD und war in der Gewerkschaft.
Nach dem Ersten Weltkrieg war er in den Jahren 1919 und 1920 Mitglied in der verfassunggebenden Bremer Nationalversammlung sowie von 1920 bis 1927 Mitglied der Bremischen Bürgerschaft. 
Nach 1945 war er wieder in der SPD. Er war Mitbegründer und stellvertretender Vorsitzender des Arbeitgeberverbands der Metallindustrie im Unterwesergebiet.